# Ketu South District
Ketu South District är ett distrikt i Ghana.   Det ligger i regionen Voltaregionen, i den sydöstra delen av landet, 150 km öster om huvudstaden Accra. Antalet invånare är 235 852. Arean är 779 kvadratkilometer.
Terrängen i Ketu South District är platt.